# María Teresa García
María Teresa García (San Isidro, 9 de febrero de 1956) es una política argentina, perteneciente al Partido Justicialista. Fue Ministra de Gobierno de la Provincia de Buenos Aires desde el 10 de diciembre de 2019 hasta el 21 de septiembre de 2021. Desde el 10 de diciembre de 2021 es presidenta del bloque de senadores del Frente de Todos en el Senado de la Provincia de Buenos Aires.
Durante su carrera política fue Senadora Provincial, Diputada Nacional y ocupó diversas secretarías en los gobiernos nacionales y provinciales.

## Biografía
García comenzó a militar durante el autoproclamado Proceso de Reorganización Nacional en 1976, y fue parte de la llamada Renovación Peronista, que impulsaba Antonio Cafiero.
Entre 1991 y 1999 fue legisladora provincial. Apoyó a Néstor Kirchner desde los primeros años de gobierno. Se desempeñó como diputada nacional por la provincia de Buenos Aires entre los años 2005 y 2013.
Estuvo a cargo de la Secretaría de Turismo y Deporte de la provincia de Buenos Aires entre 2000 y 2003, cuando pasó a comandar la Secretaría de Interior de la Nación hasta el 2005. Con anterioridad ocupó la Subsecretaria de Turismo y Desarrollo regional y Subsecretaria de promoción y desarrollo de microempresas.
Entre 2017 y 2019 fue Senadora provincial. El 10 de diciembre de 2019, debido al retraso en la asunción de Kicillof como gobernador de Buenos Aires, García actuó como gobernadora interina por un día.
El 14 de noviembre de 2021 fue elegida senadora por la Primera Sección Electoral de la provincia de Buenos Aires. Sus pares de bloque la nombraron presidenta del bloque del Frente de Todos en el Senado de la Provincia de Buenos Aires.  
El 24 de febrero del 2025 fue elegida secretaria general del Partido Justicialista, tras una reorganización del buro político nacional.  
Tiene dos hijos.